# Ole Jensen (sportsudøver)
 For alternative betydninger, se Ole Jensen. (Se også artikler, som begynder med Ole Jensen)
Niels Ole Kristian Jensen (født 5. juni 1928, død 11. november 2015) var en dansk fodboldspiller, badmintonspiller og tennisspiller.
Som fodboldspiller spillede Ole Jensen 294 divisionskampe for HIK i perioden 1947-1963 og to landskampe for Danmarks B-fodboldlandshold i 1953 og 1954.
Ole Jensen spillede badminton hos Gentofte Badmintonklub. Han blev danmarksmester i herredouble i 1952, 1953 og 1954 sammen med Poul Holm. Herredouble-parret var i finalen og blev nr. 2 i All England-mesterskaberne i 1950 og 1953. Han var med i finalen for Danmark i Thomas Cup i 1955 mod Malaya som vandt 8-1.
Senere har Ole Jensen vundet danmarksmesterskaberne for tennisveteraner i forskellige aldersklasser flere gange.